# Semiothisa gambarinata
Semiothisa gambarinata là một loài bướm đêm trong họ Geometridae.